# Yeguada Militar de Jerez de la Frontera

Armoiries du Yeguada Militar

Le Yeguada Militar de Jerez de la Frontera (Haras Militaire de Jerez de la Frontera), connu en dehors de l'Espagne sous le nom de Yeguada Militar, est un haras militaire espagnol basé en Andalousie, en Espagne, destiné à l'élevage de chevaux Andalous et Arabes de race pure. Fondé en 1847, il est devenu le haras militaire de l'État en 1893. Au XXe siècle, alors que le besoin en chevaux de cavalerie diminuent, la mission du haras est modifiée pour en faire un réservoir génétique afin de préserver les lignées du cheval espagnol et de continuer à élever des chevaux arabes de haute qualité, les étalons des deux races étant mis à la disposition des éleveurs de chevaux privés pour améliorer les chevaux d'Espagne. Il existe deux installations situées dans la région de Jerez de la Frontera, l'une principalement pour les étalons, l'autre pour les juments et les poulains, ainsi que de multiples dépôts d'étalons à travers le pays.

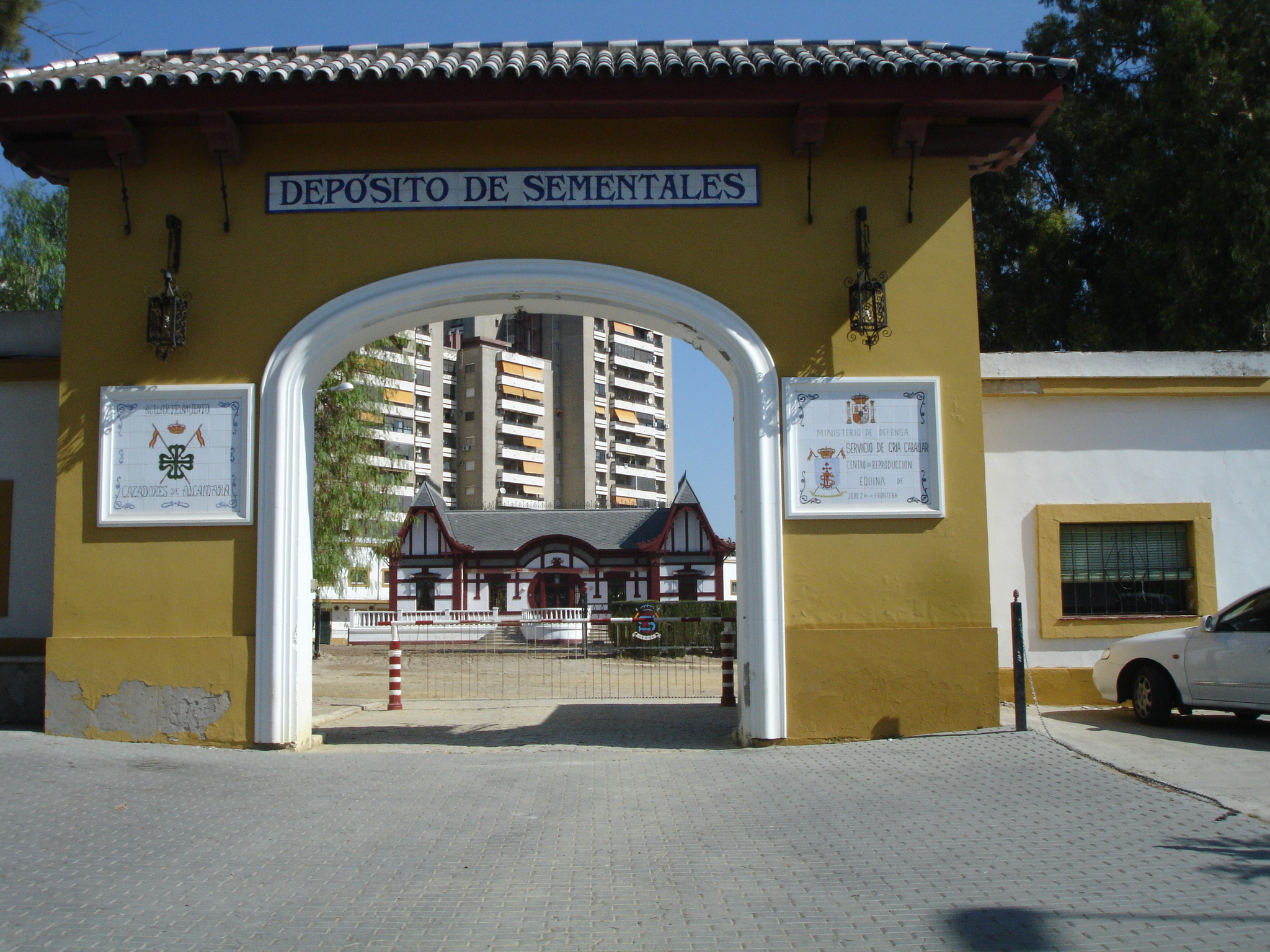
Entrée des étalons

Le haras moderne a deux emplacements proches l'un de l'autre, Vicos ( Cortijo de Vicos ), situé entre Jerez de la Frontera et Arcos de la Frontera, et le Garrapilo ( Depósito de Sementales ) dans la zone nord de Jerez de la Frontera. Il existe également sept dépôts d'étalons disséminés dans toute l'Espagne. Vicos possède 1042 hectares de terres et Garrapilos 630 hectares. Les juments vivent à Vicos, avec des pouliches séparées des juments et des poulains non sevrés, et les poulains sevrés vont à Garrapilo jusqu'à l'âge de cinq ans, moment à partir duquel certains étalons matures restent à Jerez de la Frontera ; d'autres vont dans divers centres à travers l'Espagne. Des compétitions annuelles ont lieu pendant la Feria de Jerez,. Le fleuve Guadalete fournit de l'eau aux deux propriétés.

## Histoire
Le haras a été fondé en 1847 et hébergeait à cette époque ce qui est aujourd'hui le plus ancien registre de race écrit pour les chevaux arabes de race pure au monde, Au milieu du XIXe siècle, le besoin de sang arabe pour améliorer le cheptel reproducteur des chevaux de cavalerie légère en Europe a entraîné des excursions au Moyen-Orient parrainées par la reine Isabelle II, qui a envoyé des représentants dans le désert pour acheter des chevaux arabes. Son successeur, le roi Alfonso XII a importé d'autres chevaux de sang arabe d'autres pays européens.
En 1893, le haras militaire d'État, Yeguada Militar, a été créé par ordre royal du ministre espagnol de la Guerre à Moratalla, à Cordoue, en Espagne, dans le but principal de croiser des Arabes avec des chevaux ibériques pour améliorer le stock espagnol de cavalerie,,. Le mandat initial était d'acheter 75 poulinières de différentes races, de les conserver à Moratalla et de nourrir des céréales et du foin cultivés sur des terres appartenant ou louées par l'armée espagnole. Tous les frais devaient être payés par les services militaires espagnols et la cavalerie fournirait du personnel. Les étalons autorisés à saillir des juments seraient ceux « réputés avoir le sang le plus approprié; analysant minutieusement et scientifiquement toutes les mesures considérées comme contribuant à l'amélioration de la population équine ». L'évaluation des étalons devait être rendue publique et tous les jeunes chevaux qui ne répondaient pas aux normes du Yeguada Militar devaient être vendus et les fonds utilisés pour compléter le fonctionnement du programme.
Pendant la guerre civile espagnole, l'emplacement de Vicos a été utilisé par les forces de Francisco Franco comme camp de concentration pour les prisonniers militaires et civils de la région de Jerez.

## Elevage arabe

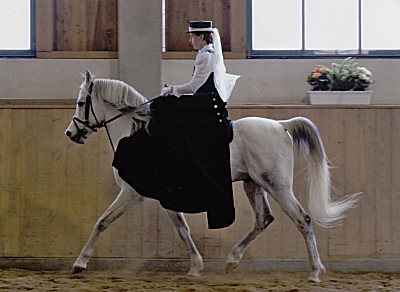
Pur-sang arabe engendré par un étalon de la Yeguada Militar.

L'armée est restée fortement impliquée dans l'importation et l'élevage d'Arabes en Espagne jusqu'au début du XXe siècle. Entre 1905 et 1908, le Yeguada Militar a acheté 23 autres Arabes du Moyen-Orient, et en 1906, il a commencé à acheter des Arabes supplémentaires auprès d'éleveurs en Pologne.
De nombreux éleveurs privés ont fourni des chevaux. Cristobal Colon de Aguilera, XV Duc de Veragua, descendant direct de Christophe Colomb, qui a fondé le Veragua Stud dans les années 1920, est l'un des éleveurs privés arabes espagnols dont les efforts ont contribué au Yeguada Militar. Il a importé un certain nombre d'Arabes du Crabbet Arabian Stud en Angleterre, mais il a été tué et ses chevaux ont été dispersés pendant la guerre civile espagnole. Un certain nombre de ses juments ont été récupérées plus tard, identifiables à la propriété et à l'élevage de race pure grâce à leurs marques, bien que leur identité individuelle soit inconnue. Elles ont reçu de nouveaux noms, tous avec le préfixe «Vera» (pour Veragua) et été incorporées dans le troupeau de poulinières à Moratella. Cependant, un pool génétique fermé et une concentration limitée d'Arabes a fait chuter le nombre de chevaux de race pure en Espagne à un minimum de 328 dans les années 1960.

## Élevage andalou (PRE)

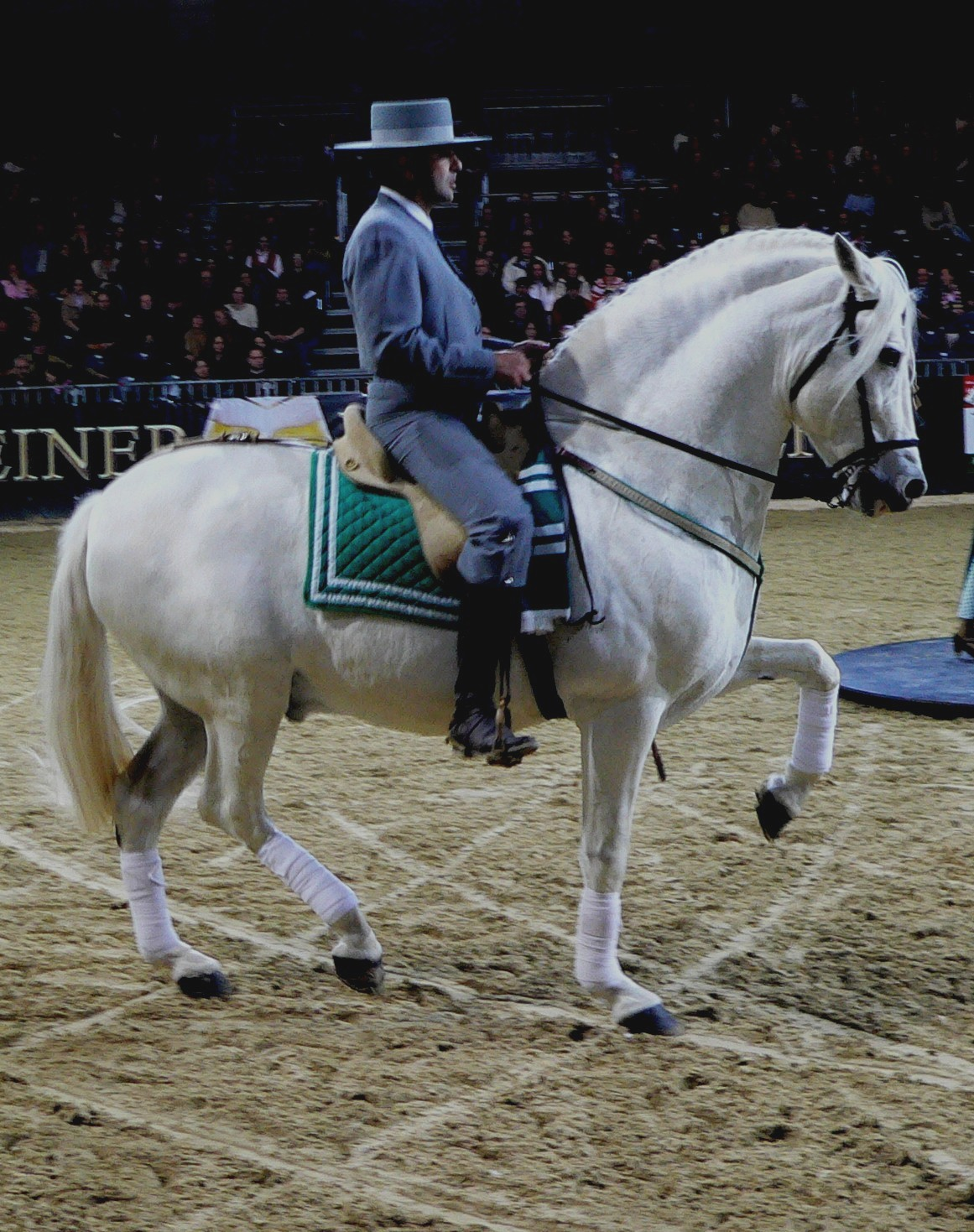
Cheval andalou à Equitana

L'établissement de 1893 possédait 18 juments andalouses de race pure. Les éleveurs de chevaux purs espagnols ( Pura Raza Española ou PRE) qui ont élevé à ces juments fondatrices comprenaient Don Francisco Molina, Don Francisco Rioboo, Don Gregario Garcia, Don Pedro Guerrero, Don Rafael Romero, Mme. Veuve de don Vicente de los Rios. En 1949, il y avait 84 juments PRE dans l'établissement.

## De nos jours
Bien que les chevaux ne soient plus élevés à des fins militaires, il existe encore des utilisations civiles,,. L'objectif principal de la Yeguada Militar reste de produire des étalons pour améliorer le stock de sang des chevaux à travers l'Espagne, la Yeguada Militar garde environ 35 poulinières arabes  et entre 100 et 120 juments andalouses (PRE). Ils possèdent également environ 100 étalons dans les dépôts d'étalons pour couvrir les juments appartenant à des éleveurs privés pour un montant très bas. D'autres étalons restent à Jerez de la Frontera. Si un étalon n'est pas utilisé pour engendrer un cheval enregistré, le propriétaire de la jument ne paie pas de frais de haras. Les éleveurs privés peuvent également demander au gouvernement d'être autorisé à garder un étalon Yeguara Militar dans leur propre ferme pendant une période limitée.
Les étalons sont sélectionnés pour le service après avoir soumis les poulains à des tests rigoureux afin que seuls les meilleurs étalons soient sélectionnés. Le haras a un accord avec l' Ecole Royale Andalouse d'Art Equestre pour former les étalons et fournir des chevaux pour l'exposition et la compétition de dressage. Ils gardent les meilleures pouliches pour les poulinières, vendant le reste à des propriétaires privés. À la suite d'une évaluation du cheptel reproducteur, il y a une vente aux enchères annuelle des juments et pouliches excédentaires.
Des lignées arabes ont été introduites en Espagne depuis le XIXe siècle, mais un type de cheval arabe distinct a été préservé. En partie grâce au soutien et au travail de la Yeguada Militar, il y a en 2007 environ 13 000 chevaux arabes de race pure enregistrés en Espagne. Le haras sert également de réservoir génétique pour le cheval andalou ou Pura Raza Espanola. Le Yeguada Militar a toujours pour objectif de « reproduire, sélectionner et améliorer les races PRE espagnoles pures ».
En plus de l'élevage de chevaux, la Yeguada Militar travaille également sur des initiatives environnementales, en collaboration avec le ministère de l'Environnement pour protéger l' aigle impérial, qui vit sur les terres appartenant au haras.

En 2000, le Las Mejores Ganaderias deo Mundo a déclaré:
Le plan d'élevage (de Yeguada Militar) est intimement lié au projet d'amélioration, basé sur l'obtention d'un cheval qui, sans perdre les qualités qu'il possède et suivant le modèle des races, améliore ses qualités et élimine les défauts. Les moyens de ce plan d'amélioration reposent sur un processus continu d'évaluation et de sélection par type individuel, améliorant l'environnement et la sélection génétique